# San Martín de Trevejo
San Martín de Trevejo (en fala Sa Martín de Trevellu) es un municipio español de la provincia de Cáceres, en la comunidad autónoma de Extremadura. Tiene una población de 702 habitantes (INE 2024).

## Geografía
Está situado en el extremo noroeste, en la comarca de sierra de Gata, muy cerca de la frontera portuguesa y la provincia de Salamanca. Se halla enclavado en un valle a los pies del monte Jálama. Sus habitantes son mañegas y mañegus, y su peculiar habla o "a fala" se denomina "mañegu".
San Martín de Trevejo limita con:
- Eljas al norte;
- El Payo (SA) al noreste;
- Acebo al este;
- Villamiel al sur;
- Valverde del Fresno al oeste.

## Historia
De la fundación de San Martín de Trevejo como pueblo se sabe poco, aunque no pudo ser antes del siglo IV, por el nombre de San Martín, santo que vivió en ese siglo. El primitivo nombre era San Martín de los Vinos y después de la promulgación de un fuero en 1230 se le llama Trevejo.

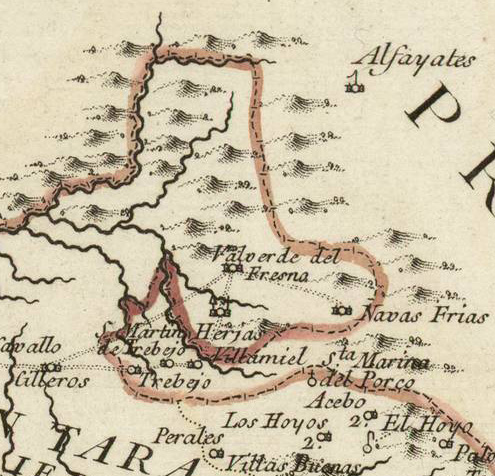
Como muestra este mapa de 1766 (orientado con el oeste arriba), San Martín de Trevejo formaba parte por aquel entonces de la provincia de Salamanca

Fue San Martín antigua capital de Corregimiento de Jálama y sede del comendador de la Orden de San Juan de Jerusalén y cabeza de juzgado hasta 1826. En la zona se sostuvieron muchas guerras sangrientas; tal es el caso de Alfonso VII de León, que tomó la ciudad de Coria en 1142. Fernando II, su hijo, que repobló la comarca, de Ciudad Rodrigo hasta esta sierra, a cuya diócesis perteneció San Martín hasta mediados de este siglo y a la provincia de Salamanca hasta 1833; tras esto, vinieron a repoblar las tierras tomadas gentes del antiguo reino de León y del de Galicia.
Con esta repoblación se cree que nació la curiosa lengua del valle denominada a fala, hablada también en los municipios colindantes (Eljas y Valverde del Fresno). A la variante local se la denomina mañego.
En 2019 ingresó en la asociación de Los Pueblos Más Bonitos de España.

## Demografía
San Martín de Trevejo cuenta con una población de 702 habitantes (INE 2024).
| Gráfica de evolución demográfica de San Martín de Trevejo entre 1842 y 2021                                         |
| |
| Población de derecho según los censos de población del INE Población de hecho según los censos de población del INE |

## Transportes
La localidad de San Martín de Trevejo está conectada con las siguientes vías de comunicación:
- La carretera CC-104 que la une por el oeste con la carretera principal de la sierra EX-205, y por el norte con El Payo.
- La carretera CC-102, que lleva a Eljas.
- La carretera CC-105, que lleva a Villamiel.[5]

## Cultura

### Arquitectura popular
San Martín de Trevejo es bien de interés cultural con la categoría de conjunto histórico, galardón recibido por la buena conservación de su arquitectura. 
La vivienda tradicional se caracteriza por tener al menos dos alturas y una planta baja o bodega donde se guardaba el ganado. Sobre esta planta baja, que suele ser de piedra, se elevan, sobre un entramado de madera y adobe, las otras dos plantas que son la vivienda y el desván. Para acceder al primer piso, antecediendo a las escaleras interiores, suelen encontrarse poyos de cantería.
Junto a estas viviendas existen casas señoriales con sus correspondientes escudos de armas.
Existe un arroyo de agua excavado en las calles que fluye durante todo el año, y que es aprovechado a la salida del municipio para el regadío. Cabe destacar el recorrido de este regato por las calles Ciudad, Corredera, Fuente, Guardia Civil y Hospital por su interés arquitectónico.
El atractivo de su arquitectura y su valor histórico han conseguido que, desde 2019, San Martín de Trevejo forme parte de la Asociación Los pueblos más bonitos de España.

### Fiestas
- Fiesta en honor a san Martín de Tours. Esta fiesta se celebra los días 11 y 12 de noviembre en honor al patrón de la localidad, San Martín de Tours. Lo más destacable de esta festividad es la celebración de la misa cantada en la Iglesia de San Martín de Tours. Tras la eucaristía, y en honor al santo patrón, los vecinos de San Martín de Trevejo salen en procesión acompañando al santo por diversas calles del municipio. Al terminar esta procesión, los vecinos continúan la fiesta por los bares del pueblo y, posteriormente, se prueban los vinos nuevos en las distintas bodegas (o pichorras en mañego) de la localidad, marcadas para la ocasión con una rama de olivo en la puerta.

Por la tarde, en la plaza se suelen poner distintas atracciones y puestos para el disfrute de los más pequeños. El día anterior a la fiesta, y al toque de las campanas, salen los gigantes y cabezudos por las calles del pueblo acompañados por todos los niños de esta localidad.
- Fiesta de la Cruz del Emigrante.

- Día de la Vera Cruz.

## Monumentos y lugares de interés

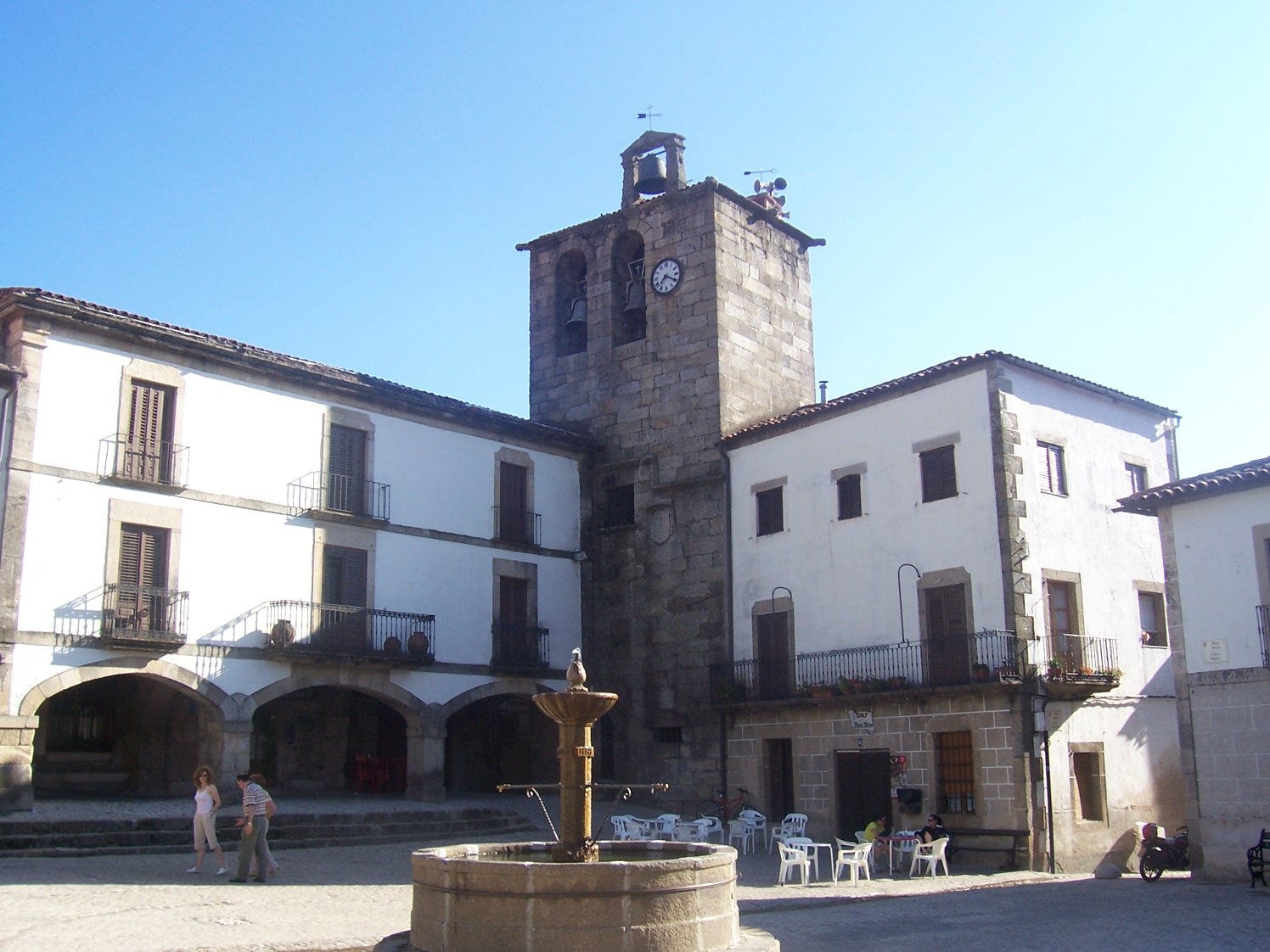
Plaza Mayor

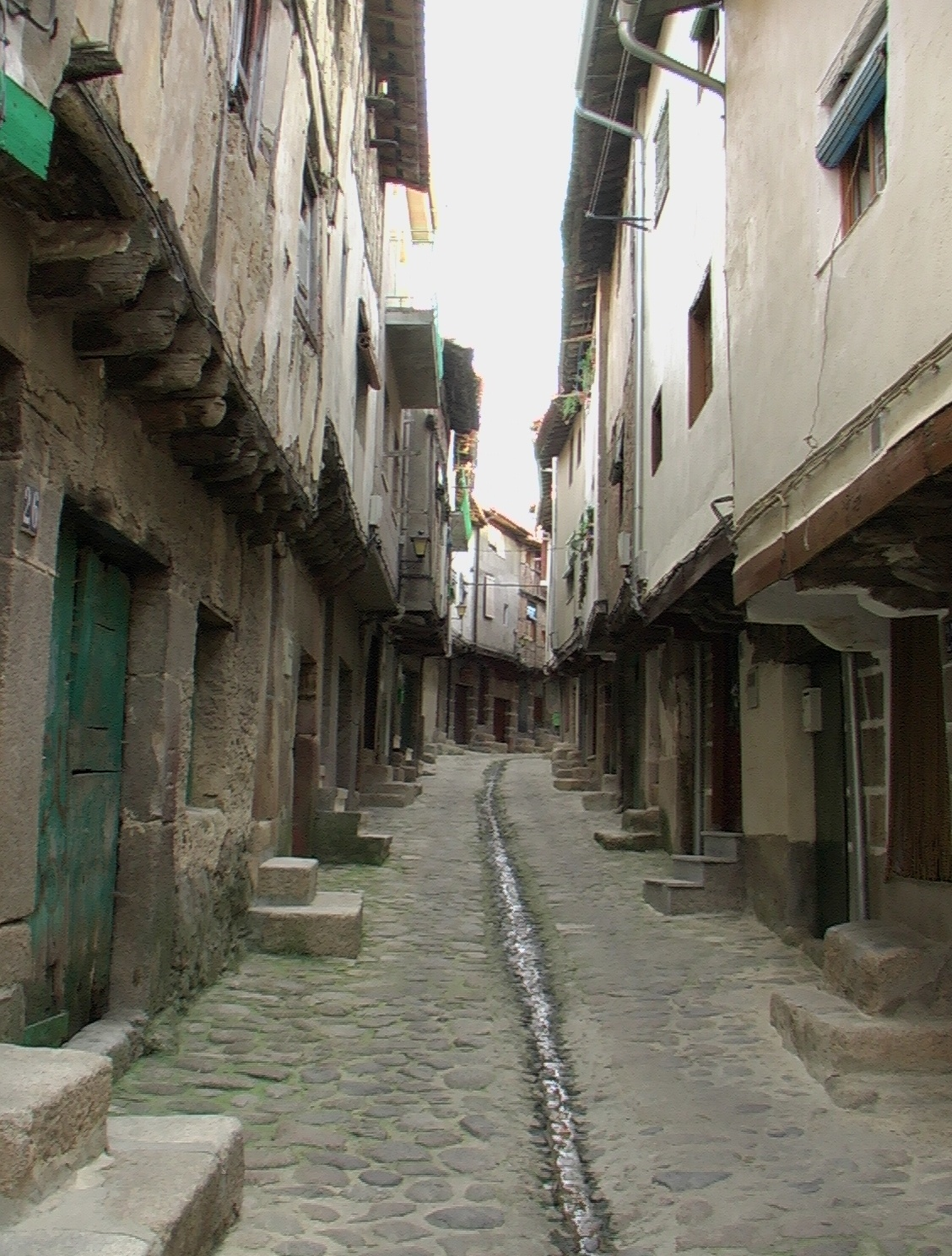
Calle de San Martín de Trevejo

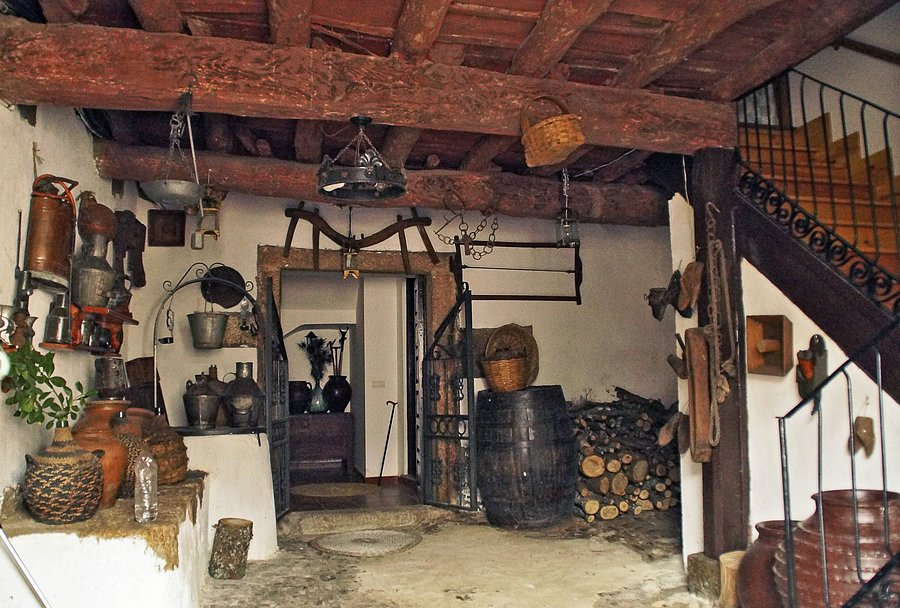
Casa típica

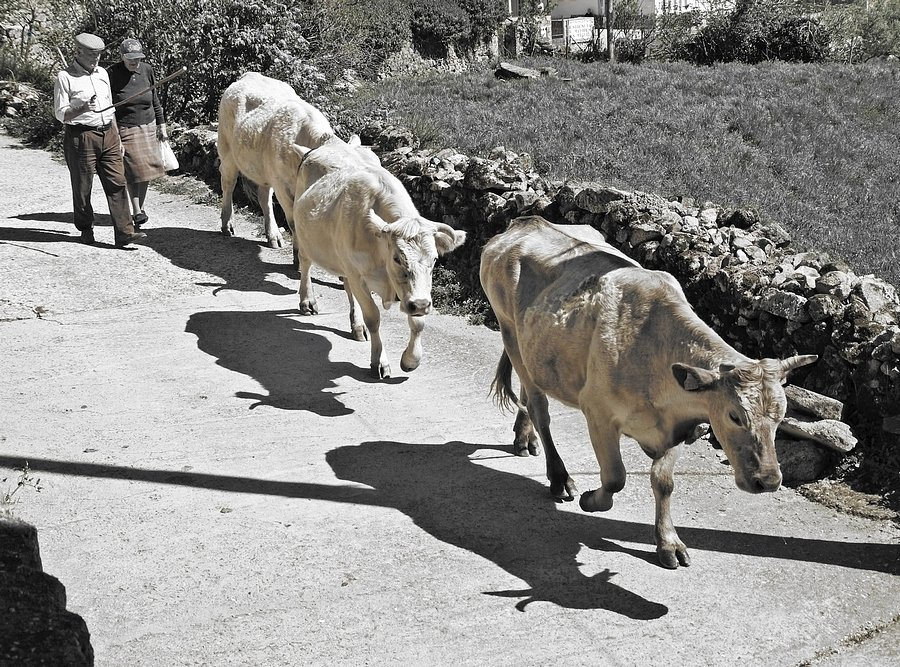
Pastores

- Iglesia parroquial de San Martín de Tours, en el centro de la villa; edificio de tres naves y que guarda tres tablas del pintor pacense Luis de Morales el Divino del siglo XVI.
- La torre campanario en la plaza Mayor, que posee un escudo imperial.
- El convento de San Miguel, fundado según la tradición por recomendación de San Francisco de Asís. En 1454 el papa Nicolás II autorizó la construcción del convento que conocemos actualmente.
- Diversas casas-palacio repartidas por el casco antiguo: la del Comendador, la casa de los Ojesto.
- Ermita de la Cruz Bendita, Cordero... con imágenes de gran valor.
- Plaza Mayor porticada y fuente o pilón en el centro.
- Estelas funerarias, aras e ídolos, localizados entre el final de la Edad del Bronce y principios de la Edad de Hierro, a comienzos del primer milenio a. C.
- Chozos dispersos por todo el término.
- Antiguas neveras donde guardaban antiguamente la nieve para bajarla al pueblo en verano.
- Pilas para hacer el vino excavadas en las rocas.
- Antigua almazara que data del siglo XII que junto con un lagar adyacente constituyó el Museo del Aceite y del Vino. Actualmente se encuentra cerrado.